# ژاک دی‌آمورز
ژاک دی‌آمورز (انگلیسی: Jacques D'Amours؛ زادهٔ ۱۹۵۶/۱۹۵۷ (۶۷–۶۸ سال)) کارآفرین اهل کانادا است، که در سال ۱۹۸۰ شرکت آلیمنتیشن را تأسیس کرد.